# Manoir d'Alberga
Le manoir d'Alberga (en finnois : Albergan kartano) est un manoir situé dans le quartier Leppävaara de la ville d'Espoo en Finlande. 

## Description
Le bâtiment actuel a été construit en 1874 sur les plans de l'architecte Frans Ludvig Calonius.
Au début du XXe siècle, il appartient à la famille Slöör, la belle famille de Akseli Gallen-Kallela.